# الهزة
الهزة قرية في ناحية الفرقلس التابعة لمنطقة حمص في محافظة حمص في سورية.